# Rafael Góchez Fernández
Rafael Francisco Góchez Fernández (Santa Tecla, 3 de mayo de 1967) es un narrador, docente y músico salvadoreño, cuarto hijo del matrimonio formado por el poeta Rafael Góchez Sosa y Gloria Marina Fernández. Se tituló de Licenciado en Letras en la Universidad Centroamericana "José Simeón Cañas" y actualmente ejerce como docente en el Externado de San José. Durante la década de 1990 obtuvo cinco premios nacionales de narrativa en su país, publicando además varios libros, entre ficción literaria y prosa didáctica. Participó en el foro "Literatura y compromiso" (Málaga, 1993) y en el "Coloquio juvenil interamericano" (Guanajuato, 1995).

## Libros de cuentos
- ¿Guerrita, no? (UCA Editores, El Salvador, 1992) ISBN 8484051692.
- Desnudos en una capilla (CONCULTURA, El Salvador, 1993).
- Del asfalto (UCA Editores, El Salvador, 1994) ISBN 8484052087.

## Obra musical
- "No hemos olvidado" Archivado el 6 de febrero de 2016 en Wayback Machine. (2007, como cantautor).
- "La vida llama" (2010, con Balada Poética, grupo de música original y poesía).
- "Iniciativas para respirar" (2013, con Balada Poética, grupo de música original y poesía).